# NHL (1949/1950)
Sezon NHL 1949-1950 był 33. sezonem ligi NHL. Sześć zespołów rozegrało po 70 meczów w sezonie zasadniczym. Puchar Stanleya zdobyła drużyna Detroit Red Wings.

## Sezon zasadniczy
M = Mecze, W = Wygrane, P = Przegrane, R = Remisy, PKT = Punkty, GZ = Gole Zdobyte, GS = Gole Stracone, KwM = Kary w minutach
| Drużyna             | M  | W  | P  | R  | PKT | GZ  | GS  | KwM |
| ------------------- | -- | -- | -- | -- | --- | --- | --- | --- |
| Detroit Red Wings   | 70 | 37 | 19 | 14 | 88  | 229 | 164 | 736 |
| Montreal Canadiens  | 70 | 29 | 22 | 19 | 77  | 172 | 150 | 736 |
| Toronto Maple Leafs | 70 | 31 | 27 | 12 | 74  | 176 | 173 | 804 |
| New York Rangers    | 70 | 28 | 31 | 11 | 67  | 170 | 189 | 639 |
| Boston Bruins       | 70 | 22 | 32 | 16 | 60  | 198 | 228 | 449 |
| Chicago Black Hawks | 70 | 22 | 38 | 10 | 54  | 203 | 244 | 620 |

### Najlepsi strzelcy
| Zawodnik        | Drużyna            | Mecze | Bramki | Asysty | Punkty | Kary w minutach |
| --------------- | ------------------ | ----- | ------ | ------ | ------ | --------------- |
| Ted Lindsay     | Detroit Red Wings  | 69    | 23     | 55     | 78     | 141             |
| Sid Abel        | Detroit Red Wings  | 69    | 34     | 35     | 69     | 46              |
| Gordie Howe     | Detroit Red Wings  | 70    | 35     | 33     | 68     | 69              |
| Maurice Richard | Montreal Canadiens | 70    | 43     | 22     | 65     | 114             |
| Paul Ronty      | Boston Bruins      | 70    | 23     | 36     | 59     | 8               |

## Playoffs

### Półfinały
| Detroit Red Wings – Toronto Maple Leafs                     | Detroit Red Wings – Toronto Maple Leafs | Detroit Red Wings – Toronto Maple Leafs | Detroit Red Wings – Toronto Maple Leafs | Detroit Red Wings – Toronto Maple Leafs | Detroit Red Wings – Toronto Maple Leafs | Detroit Red Wings – Toronto Maple Leafs |
| Data                                                        | Wyjazd                                  | Wyjazd                                  | Dom                                     | Dom                                     |                                         |                                         |
| ----------------------------------------------------------- | --------------------------------------- | --------------------------------------- | --------------------------------------- | --------------------------------------- | --------------------------------------- | --------------------------------------- |
| 28 marca                                                    | Toronto                                 | 5                                       | 0                                       | Detroit                                 |                                         |                                         |
| 30 marca                                                    | Toronto                                 | 1                                       | 3                                       | Detroit                                 |                                         |                                         |
| 1 kwietnia                                                  | Detroit                                 | 0                                       | 2                                       | Toronto                                 |                                         |                                         |
| 4 kwietnia                                                  | Detroit                                 | 2                                       | 1                                       | Toronto                                 | Po 2 dogrywkach                         |                                         |
| 6 kwietnia                                                  | Toronto                                 | 2                                       | 0                                       | Detroit                                 |                                         |                                         |
| 8 kwietnia                                                  | Detroit                                 | 4                                       | 0                                       | Toronto                                 |                                         |                                         |
| 9 kwietnia                                                  | Toronto                                 | 0                                       | 1                                       | Detroit                                 | Po dogrywce                             |                                         |
| Detroit wygrało 4:3 i awansowało do finału Pucharu Stanleya |                                         |                                         |                                         |                                         |                                         |                                         |

| New York Rangers – Montreal Canadiens                          | New York Rangers – Montreal Canadiens | New York Rangers – Montreal Canadiens | New York Rangers – Montreal Canadiens | New York Rangers – Montreal Canadiens | New York Rangers – Montreal Canadiens | New York Rangers – Montreal Canadiens |
| Data                                                           | Wyjazd                                | Wyjazd                                | Dom                                   | Dom                                   |                                       |                                       |
| -------------------------------------------------------------- | ------------------------------------- | ------------------------------------- | ------------------------------------- | ------------------------------------- | ------------------------------------- | ------------------------------------- |
| 29 marca                                                       | Montreal                              | 1                                     | 3                                     | NY Rangers                            |                                       |                                       |
| 1 kwietnia                                                     | NY Rangers                            | 3                                     | 2                                     | Montreal                              |                                       |                                       |
| 2 kwietnia                                                     | Montreal                              | 1                                     | 4                                     | NY Rangers                            |                                       |                                       |
| 4 kwietnia                                                     | NY Rangers                            | 2                                     | 3                                     | Montreal                              | Po dogrywce                           |                                       |
| 6 kwietnia                                                     | NY Rangers                            | 3                                     | 0                                     | Montreal                              |                                       |                                       |
| NY Rangers wygrało 4:1 i awansowało do finału Pucharu Stanleya |                                       |                                       |                                       |                                       |                                       |                                       |

### Finał Pucharu Stanleya
| Detroit Red Wings – New York Rangers          | Detroit Red Wings – New York Rangers | Detroit Red Wings – New York Rangers | Detroit Red Wings – New York Rangers | Detroit Red Wings – New York Rangers | Detroit Red Wings – New York Rangers | Detroit Red Wings – New York Rangers |
| Data                                          | Wyjazd                               | Wyjazd                               | Dom                                  | Dom                                  |                                      |                                      |
| --------------------------------------------- | ------------------------------------ | ------------------------------------ | ------------------------------------ | ------------------------------------ | ------------------------------------ | ------------------------------------ |
| 11 kwietnia                                   | NY Rangers                           | 1                                    | 4                                    | Detroit                              |                                      |                                      |
| 13 kwietnia                                   | Detroit                              | 1                                    | 3                                    | NY Rangers                           |                                      |                                      |
| 15 kwietnia                                   | Detroit                              | 4                                    | 0                                    | NY Rangers                           |                                      |                                      |
| 18 kwietnia                                   | NY Rangers                           | 4                                    | 3                                    | Detroit                              | Po dogrywce                          |                                      |
| 20 kwietnia                                   | NY Rangers                           | 2                                    | 1                                    | Detroit                              | Po dogrywce                          |                                      |
| 22 kwietnia                                   | NY Rangers                           | 4                                    | 5                                    | Detroit                              |                                      |                                      |
| 23 kwietnia                                   | NY Rangers                           | 3                                    | 4                                    | Detroit                              | Po 2 dogrywkach                      |                                      |
| Detroit wygrało 4:3 i zdobyło Puchar Stanleya |                                      |                                      |                                      |                                      |                                      |                                      |

## Nagrody
| O’Brien Trophy:            | New York Rangers                 |
| Prince of Wales Trophy:    | Detroit Red Wings                |
| Art Ross Memorial Trophy:  | Ted Lindsay, Detroit Red Wings   |
| Calder Memorial Trophy:    | Jack Gelineau, Boston Bruins     |
| Hart Memorial Trophy:      | Charlie Rayner, New York Rangers |
| Lady Byng Memorial Trophy: | Edgar Laprade, New York Rangers  |
| Vezina Trophy:             | Bill Durnan, Montreal Canadiens  |